# Гавр-5 (кантон)
Гавр-5 (фр. Havre-5) — кантон во Франции, находится в регионе Нормандия, департамент Приморская Сена. Входит в состав округа Гавр.

## Состав кантона с 22 марта 2015 года
В состав кантона входят центральные кварталы города Гавр.

## Политика
С 2015 года кантон в Совете департамента Приморская Сена представляют бывший первый вице-мэр Гавра, депутат Национального собрания Франции Аньес Фирмен-Ле Бодо (Agnès Firmin-Le Bodo) и вице-мэр Гавра Патрик Тессер (Patrick Teissère) (оба — сначала Республиканцы, затем Действовать (Agir)).
|                | Кандидаты                          | Партия                   | Первый тур | Первый тур     | Второй тур | Второй тур |
| Кол-во голосов | Кандидаты                          | Партия                   | % голосов  | Кол-во голосов | % голосов  |            |
| -------------- | ---------------------------------- | ------------------------ | ---------- | -------------- | ---------- | ---------- |
|                | Аньес Фирмен-Ле Бодо Патрик Тессер | Правоцентристcкий блок   | 2 918      | 52,90          | 3 489      | 62,46      |
|                | Валери Левек Жеральд Эрвьё         | Левый блок ― Зелёные     | 1 824      | 33,07          | 2 097      | 37,54      |
|                | Флориан Даво Жозьян Кутюрье        | Национальное объединение | 774        | 14,03          |            |            |

|                | Кандидаты                          | Партия                   | Первый тур | Первый тур     | Второй тур | Второй тур |
| Кол-во голосов | Кандидаты                          | Партия                   | % голосов  | Кол-во голосов | % голосов  |            |
| -------------- | ---------------------------------- | ------------------------ | ---------- | -------------- | ---------- | ---------- |
|                | Аньес Фирмен-Ле Бодо Патрик Тессер | Правый блок              | 3 525      | 41,12          | 4 499      | 59,25      |
|                | Анриетта Ферне Антуан Сиффер       | Радикальная левая партия | 1 823      | 21,27          | 3 094      | 40,75      |
|                | Флориан Лалуэль Стефан Леру        | Национальный фронт       | 1 797      | 20,96          |            |            |
|                | Анна Бюрё Сами Фуад                | Разные левые             | 1 427      | 16,65          |            |            |